# Freilichtspiele Schwäbisch Hall

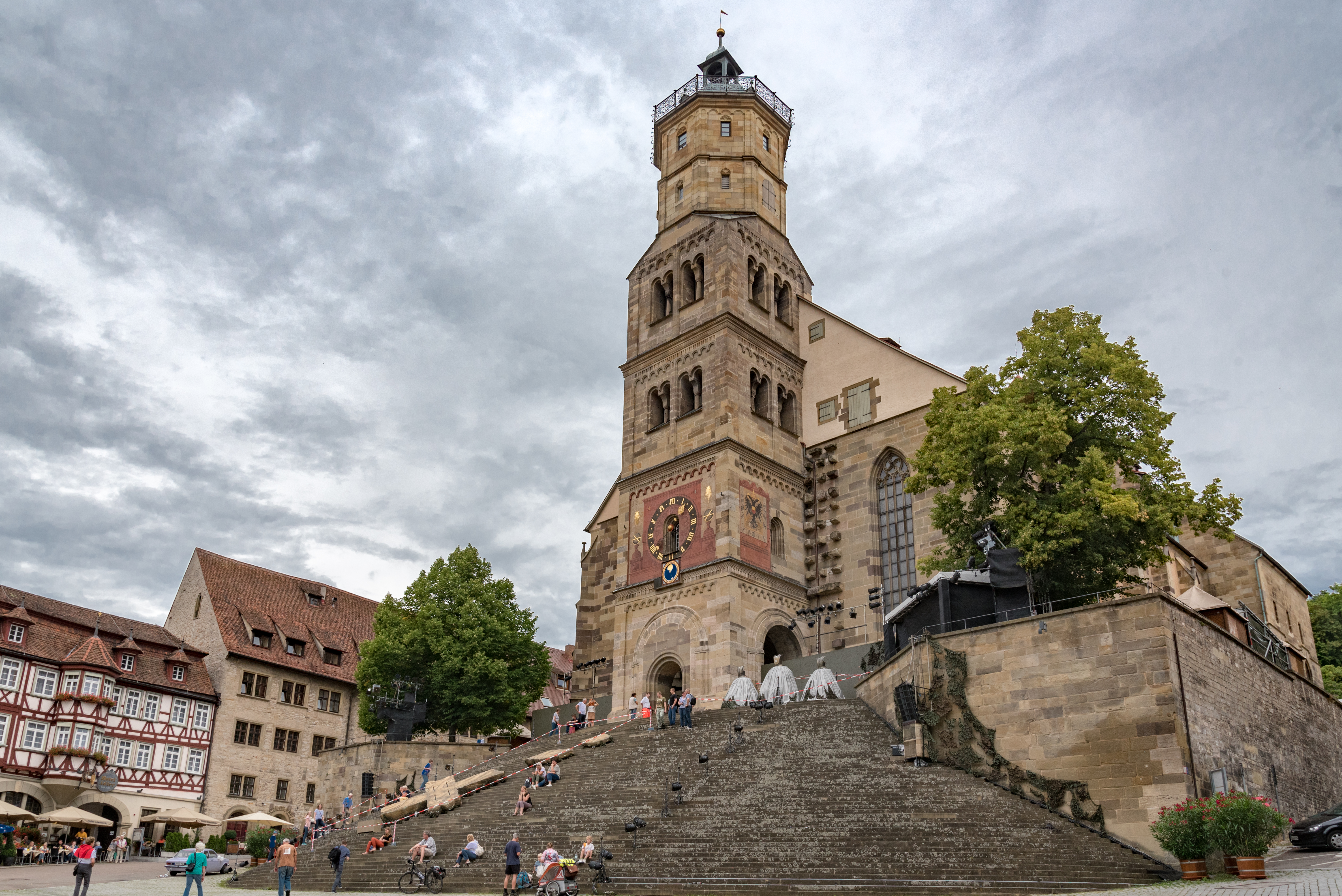
Treppe von St. Michael

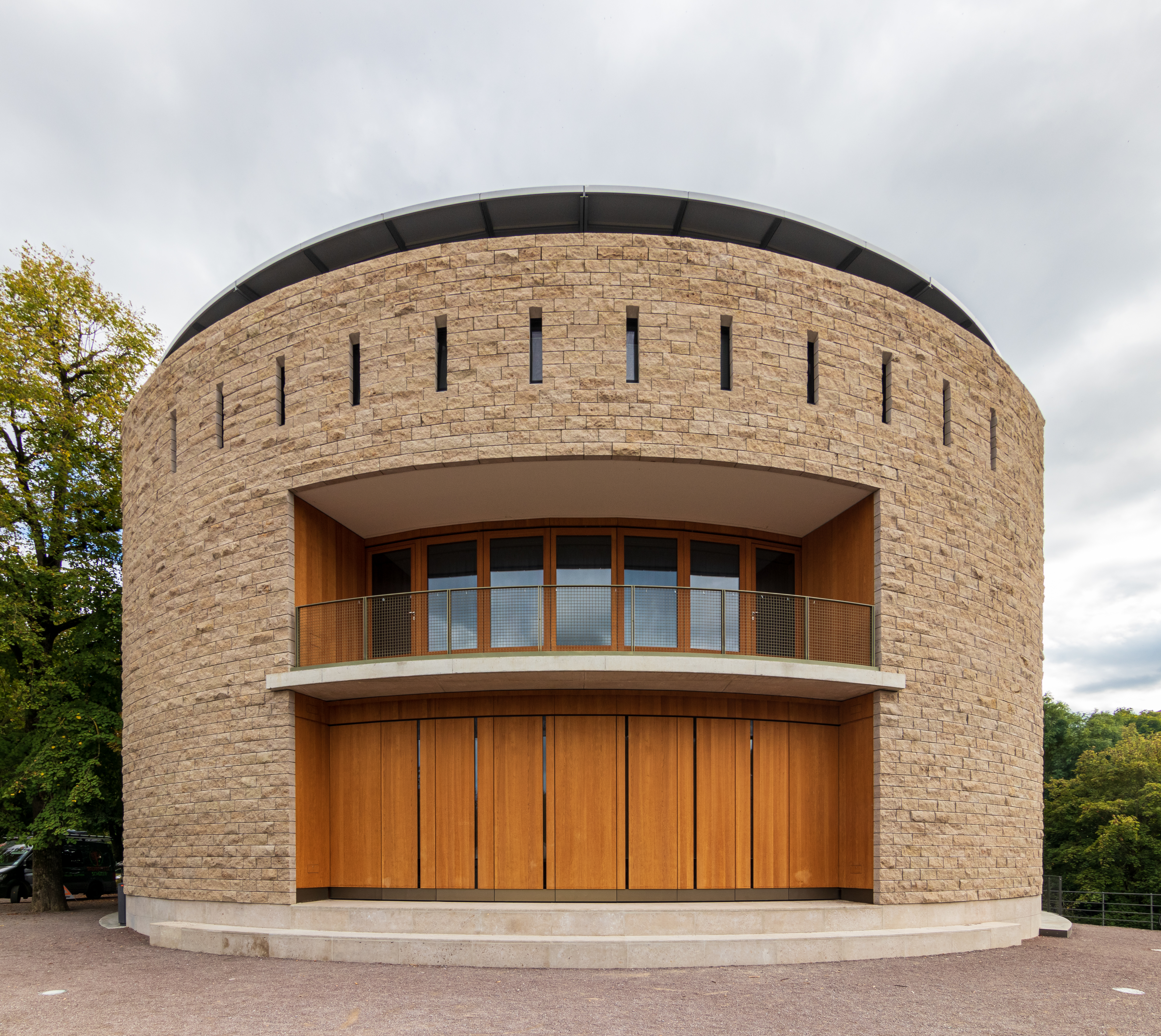
Haller Globe-Theater

Die Freilichtspiele Schwäbisch Hall gehören zu den ältesten Freilichtspielen Deutschlands und finden seit 1925 in Schwäbisch Hall auf den Stufen der Freitreppe der Stadtkirche St. Michael statt. 2000 wurde das Haller Globe-Theater als zusätzliche Spielstätte eröffnet. Die Festspiele sind Mitglied der Arbeitsgemeinschaft Zehn deutsche Festspielorte.

## Geschichte
Zur Gründung 1925 wurde zunächst nur das Mysterienspiel Jedermann von Hugo von Hofmannsthal aufgeführt. Bis 1968 wurden überwiegend klassische Komödien dargeboten, nach und nach kamen vermehrt zeitgenössische Stücke, Musicals und auch Kindertheater ins Programm.
Zum 75-jährigen Jubiläum im Jahr 2000 ließ die Stadt einen hölzernen Rundbau im Stil des berühmten Londoner Shakespeares Globe Theater errichten. Bis 2016 wurden zusätzlich zur Freitreppe auch im Haller Globe-Theater Vorstellungen durchgeführt. Im März 2019 wurde der provisorische Holzbau durch einen Neubau „Neues Globe“ abgelöst, der Vorstellungen auch bei schlechtem Wetter, im Frühjahr, Herbst und Winter ermöglicht.
Seit der Spielzeit 2017 leitet Christian Doll die Festspiele und löste damit Christoph Biermeier ab, der die Position zuvor 13 Jahre lang innehatte.
Anlässlich des 100-jährigen Jubiläums der Freilichtspiele im Jahr 2025 wird das Gründungsstück Jedermann im Rahmen der Sommerspielzeit erneut gezeigt.

## Intendanten
- 1925–1926 Robert Braun
- 1926–1938 Else Rassow
- 1948–1968 Wilhelm Speidel
- 1969–2003 Achim Plato
- 2004–2016 Christoph Biermeier
- seit 2017 Christian Doll

## Ausstellungen
- 2010: Die ganze Welt ist Bühne. 10 Jahre Haller Globe Theater. 85 Jahre Freilichtspiele, 13. Juni bis 5. September 2010 im Hällisch-Fränkischen Museum (Museum für Kunst- und Kulturgeschichte) im Keckenhof Schwäbisch Hall